# Chapelle Saint-Antoine de Clans
Pour les articles homonymes, voir Chapelle Saint-Antoine et Saint-Antoine.
La chapelle Saint-Antoine-l'Ermite est une chapelle catholique située à Clans, en France.

## Localisation
La chapelle est située dans le département français des Alpes-Maritimes, sur la commune de Clans.

## Historique
La chapelle Saint-Antoine, construite au XVe siècle, est voûtée en berceau brisé avec un chevet plat.
Elle est décorée par une série de panneaux de la fin du XVe siècle représentant la vie de Saint Antoine. Au chevet la représentation de saint Antoine est surmontée par une crucifixion. Une longue fresque présente la série des vices,.
L'édifice est classé au titre des monuments historiques le 8 octobre 1942.

## Galerie photos

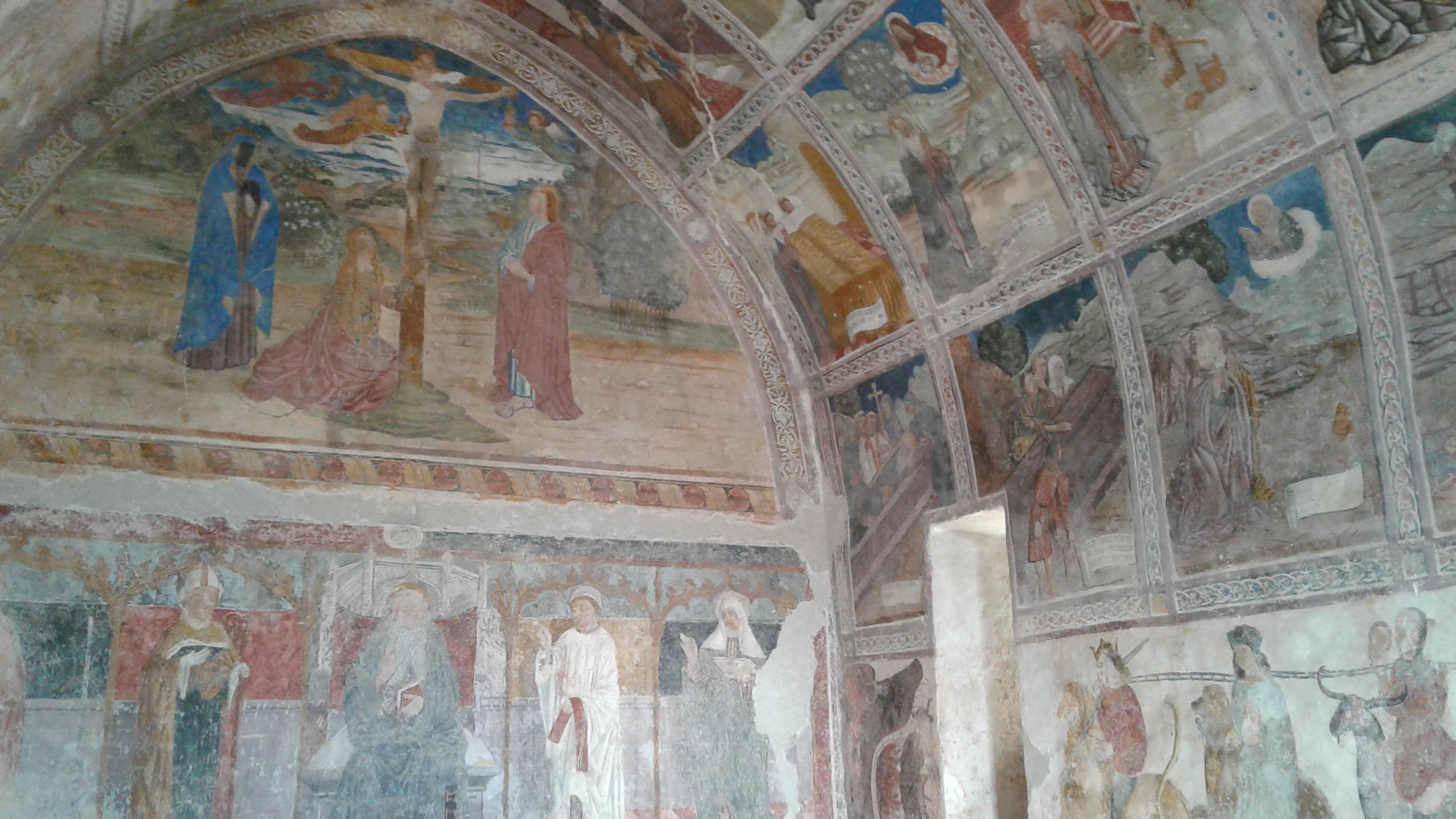
Vue intérieure.
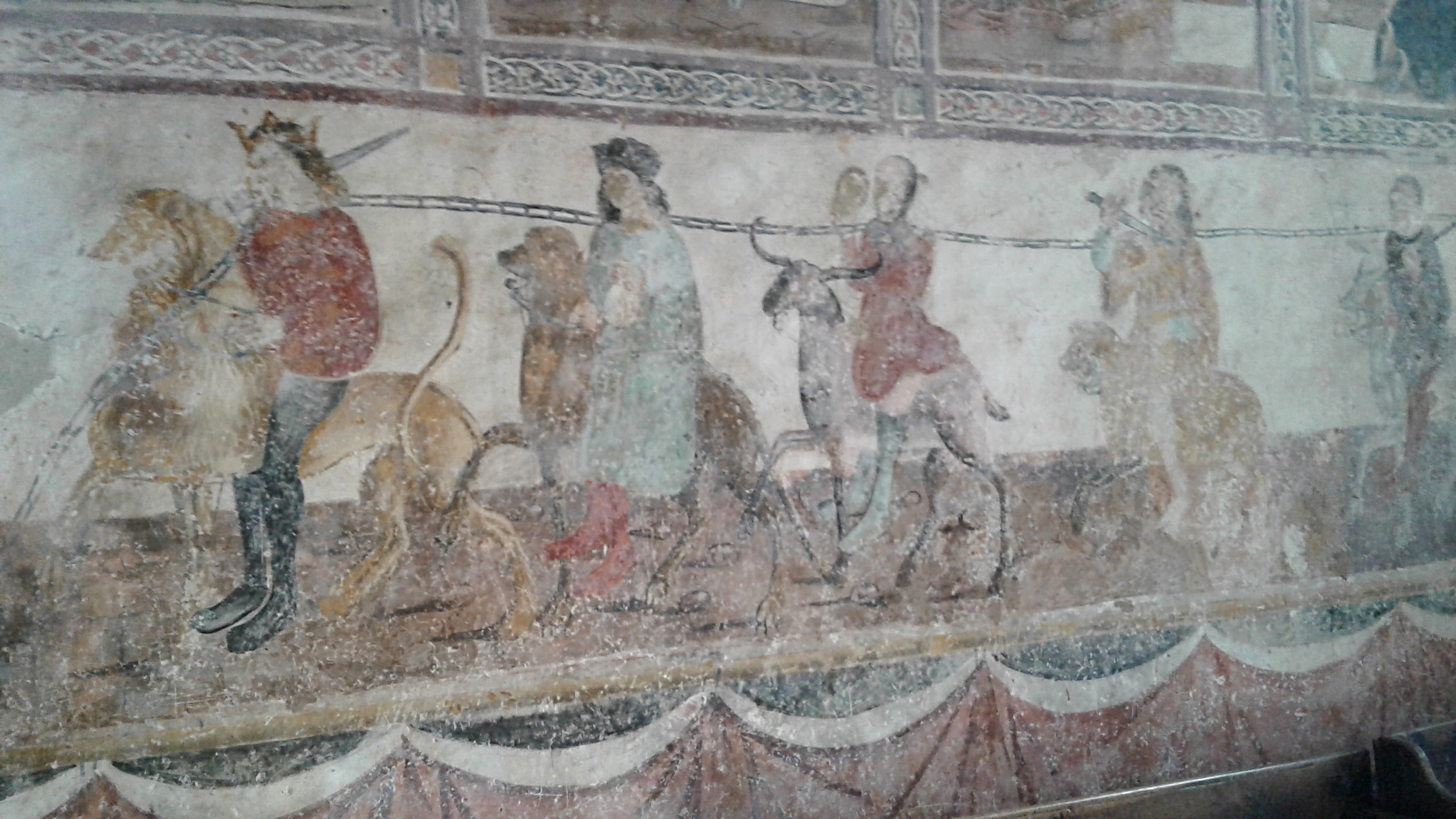
La série des vices.
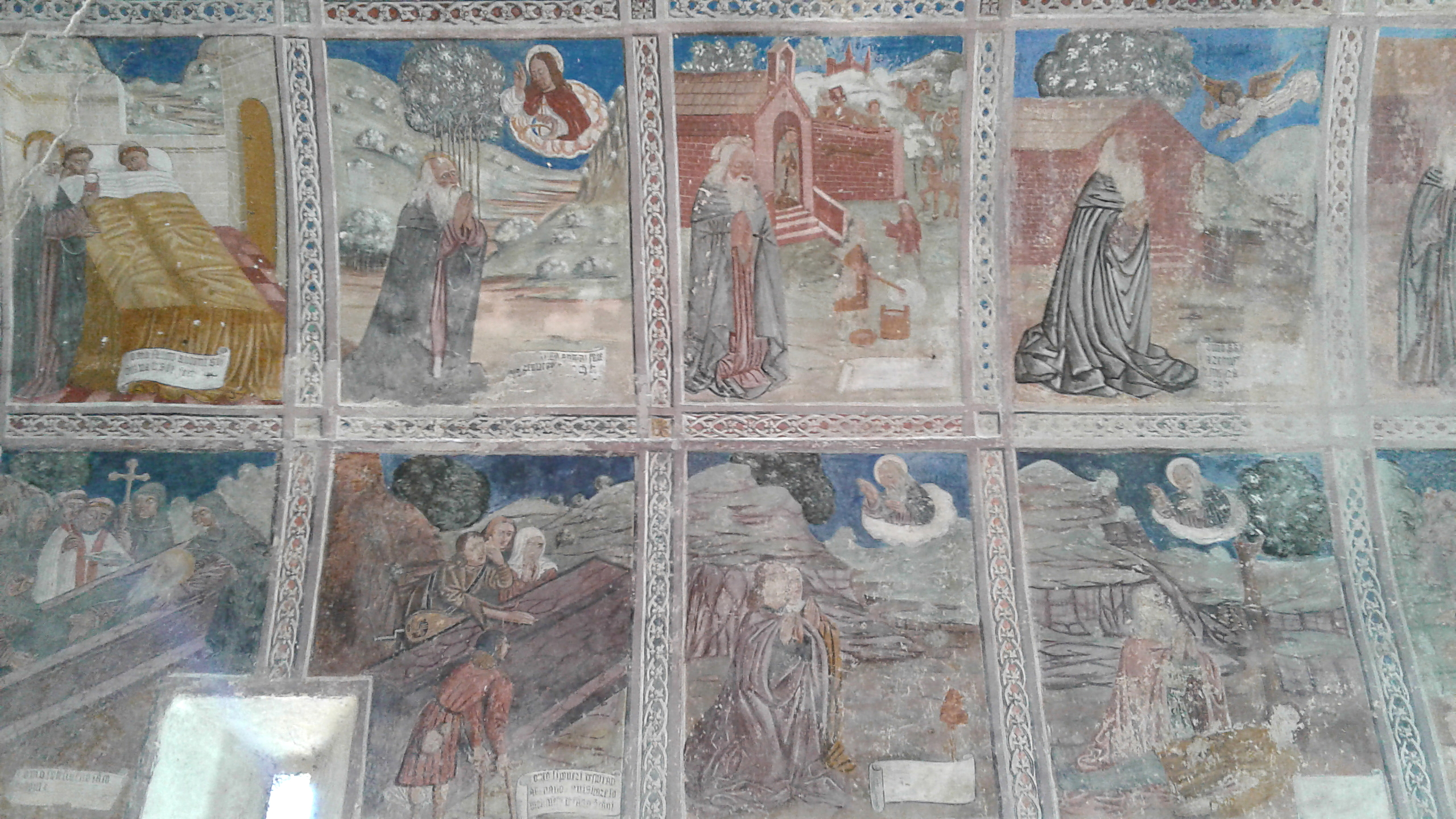
Panneaux peints.
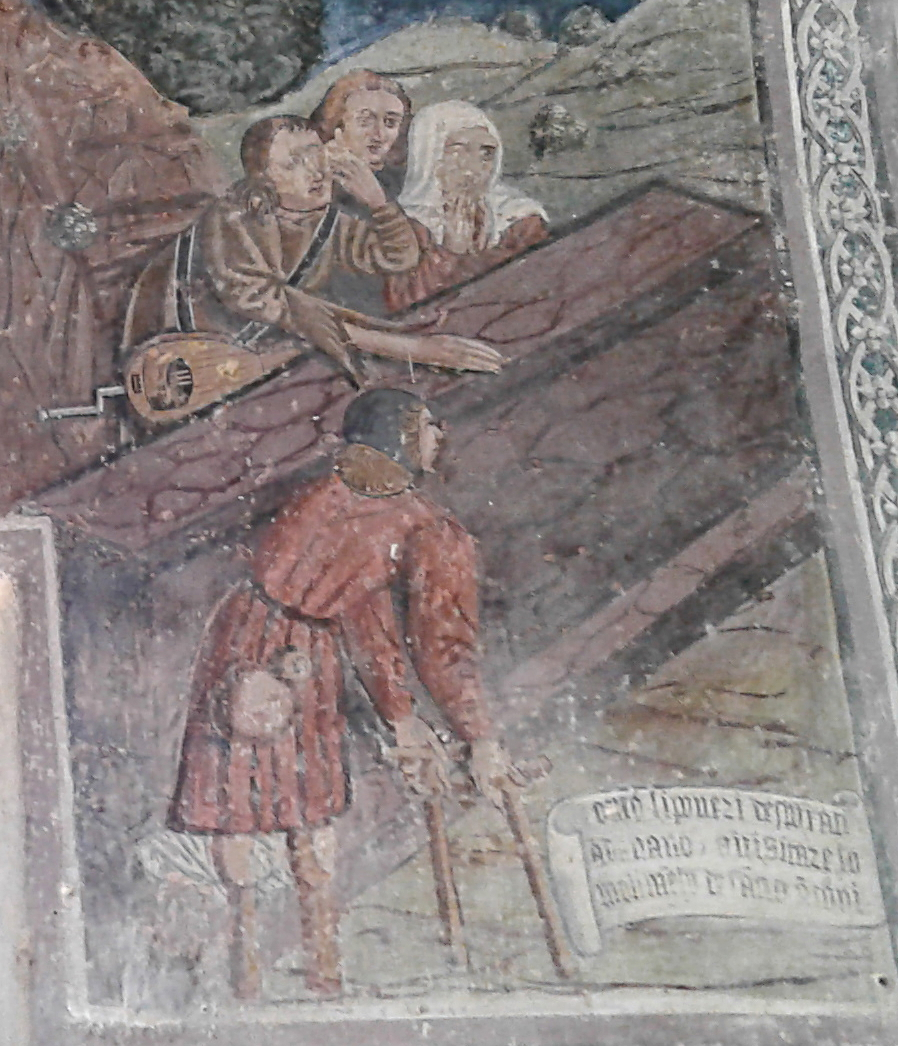
Détail d'un panneau.